# Fluier

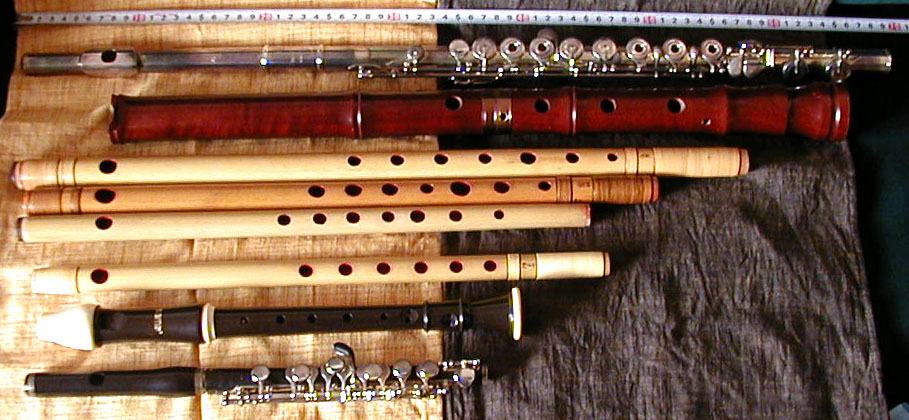
Tipuri de fluier

Fluierul este un instrument muzical de suflat din lemn, os, rareori și din metal. Toate tipurile de fluiere au forma unui tub cilindric, cu sau fără găuri.
Nu se poate preciza când a fost confecționat primul fluier. Până în prezent se consideră că cel mai vechi fluier cunoscut are o vechime de 35.000 de ani. Acesta a fost sculptat în os de vultur (radius), cu o lungime de 22 cm și prevăzut cu 5 găuri. A fost descoperit în peștera Hohle Fels din sudul Germaniei, rupt în 12 bucăți. În aceeași peșteră s-au mai găsit fragmente din alte două fluiere, confecționate din colț de mamut.
Fluierul tradițional este confecționat de către ciobani, din lemn de soc, prun, cais, sau cireș. Fluierul este prevăzut la unul din capete cu un muștiuc cu vrană, prin care interpretul suflă aerul în interior. Acest dispozitiv de fluierat este compus dintr-un dop cilindric de lemn cu o lungime de 15-25 mm, trunchiat pe verticală și montat în capătul de sus al tubului. Între partea trunchiată a dopului și peretele tubului se formează un canal de suflare a aerului. La o distanță egală cu lungimea dopului e tăiată o gaură dreptunghiulară, capătul ascuțit al căreia servește pentru despicarea șuvoiului de aer suflat și se numește dinte sau ancie.